# انگشت‌دراز جنگلی تنومند
انگشت‌دراز جنگلی تنومند (نام علمی: Bavayia robusta) نام گونه‌ای از سرده گکوهای کالدونیای جدید است.